# Abiotikus tényezők
Az abiotikus tényezők vagy élettelen tényezők a biológiában az ökológiai értelemben vett környezet élettelen, de az élethez szükséges fizikai és kémiai elemeinek, jelenségeit jelölő kifejezés. Általában komplexen, minden élőlényre hasonló mechanizmussal ható feltételek, mint a fény, a hőmérséklet, a levegő, az atmoszféra, a víz, a szél, illetve adott fajokra és ökoszisztémákra ható környezeti feltételek, mint a talaj, a szalinitás, a domborzati viszonyok és a természeti katasztrófák. A biotikus tényezőkkel (evolúció, szimbiózis, kompetíció stb.) együtt alkotják a természeti környezetet.
Az abiotikus környezet két irányból hat egy ökoszisztéma stabilitására (vagy instabilitására): egyrészről biztosítja az élet fennmaradásához szükséges feltételeket (például hőmérséklet, víz), másrészről a populációnak alkalmazkodnia kell az általa biztosított feltételekhez (például szélsőséges hőmérséklet, vízhiány). Az abiotikus tényezők legcsekélyebb állandósuló (például talajerózió) vagy időszakos (például árvíz) változása is instabillá teheti és adaptációra, akklimatizációra készteti az adott ökoszisztéma egyedeit.

## Víz mint környezeti tényező

### Előfordulása
- Légköri vízgőz
- Felszíni
- Felszín alatti réteg és karsztvíz

### Jelentősége
- A bioszférában nagyon fontos környezeti tényező.
- Nélkülözhetetlen az alapvető életműködésekhez.
- Jelentősen befolyásolja a fajok elterjedését.

### Szerepe a növények életében
A fotoszintézis egyik alapanyaga. {\displaystyle {\ce {6 CO2 + 6 H2O + e -> C6H12O6 + 6 O2}}}
A növények vízellátása a vízfelvételtől és vízleadástól függ. Vízháztartás szempontjából megkülönböztetünk Állandó és Változó vízállapotú növényeket.

#### Változó vízállapotú növények
Vízháztartásuk nagymértékben függ a környezetüktől. Általában kiszáradástűrők. Elsősorban az alacsonyabb törzsek fajai közül találunk ilyen fajokra példát. Például :Jerikó rózsája

#### Állandó vízállapotú növények
Jó vízmegtartó képességgel és szabályozható párologtatással rendelkeznek. A vízháztartásuk a környezet ingadozó víztartalma mellett is egyenletes. Például a  Nyitvatermők és a Zárvatermők is állandó vízállapotú növények.

### Szerepe az állatok életében
Elterjedésük tekintetében egyik legfontosabb tényező. Az Állandó testhőmérsékletű állatok számára a 15-20% vízveszteség halálos . Egyes Változó testhőmérsékletű  állat tágtűrésűbb a kiszáradással szemben.

## A fény mint környezeti tényező

### A napsugárzás
A bioszféra számára az elsődleges és egyetlen energiaforrás.Különböző hullámhosszú elektromágneses sugárzások érik a földet. Ennek a sugárzásnak a 380-780 nm hullámhossz tartományát nevezzük látható fénynek. Ökológiai szempontból említést kell tennünk az Infravörös sugárzásról és az Ibolyántúli sugárzásról. Az előbbi a hőt szolgáltatja melegítő hatású kis energiájú nagy hullámhosszú. Az utóbbi Ionizáló hatású nagy energiájú kis hullámhosszú az Ózonréteg elnyeli jórészüket.

### Megkülönböztetünk szórt és közvetlen fényt.
A szórt fény előnyösebb a fotoszintézishez több 680-700 nm hullámhosszú fényt tartalmaz. A szórt fény aránya függ többek között a felhősödés mértékétől és az adott terület borítottságától.

### A fényviszonyokat befolyásoló tényezők
- A közvetlen és szórt fény aránya
- A földrajzi szélesség
- A földfelszínhez képest lévő függőleges magasság
- A felhősödés mértéke
- A terület borítottsága (például bükk erdőségekben a talajra kevés fény jut)

```
2000 méteren a napsugarak 75% van jelen tengerszinten 50%. A tengerekben , óceánokban pár 100 méterig van fény.
```

### A növények fénytűrő képessége
- Fényigényes növények: Fejlődésükhöz elengedhetetlen a sok fény.
- Fény és árnyéktűrő növények: A virágzásukhoz igénylik a megvilágítást de a fejlődésük egyéb szakaszában tűrik a sötétséget.
- Árnyéktűrő növények: Számukra kifejezetten káros a teljes megvilágítás.